# Kourtney Kardashian
Kourtney Mary Kardashian-Barker (Los Angeles, 18 april 1979) is een Amerikaanse televisiepersoonlijkheid en socialite. Ze is bekend geworden door de realityserie Keeping Up with the Kardashians, de spil van het commerciële imperium van de familie Kardashian. Ze is, net als haar beide zussen, een behendig exploitant van haar status als beroemdheid.

## Biografie
Kourtney is een dochter van Robert Kardashian, een advocaat van Armeense afkomst, en Kris Jenner. Ze is de oudere zus van Kim, Khloé en heeft een broer. Haar moeder hertrouwde later met atleet Bruce Jenner, en hierdoor kreeg zij twee halfzusjes, Kendall en Kylie Jenner. De realityserie Keeping up with the Kardashians toont het glamoureuze leven van deze gelieerde families. Kourtney deed mee aan de spin-off-series Kourtney and Khloe Take Miami en Kourtney and Kim Take New York.
Van 2006 tot 2015 had ze een relatie met Scott Disick waaruit ze drie kinderen kreeg.
In oktober 2021 verloofde Kardashian zich met Travis Barker, de drummer van Blink-182 en zij trouwden op 5 april 2022.  Op 1 november 2023 kregen Barker en Kardashian hun eerste zoontje samen genaamd Rocky Thirteen Barker.

## Filmografie

### Televisie
- 2005 Filthy Rich: Cattle Drive – als zichzelf
- 2007-2021 Keeping Up with the Kardashians – als zichzelf
- 2009-2010 Kourtney and Khloe Take Miami – als zichzelf
- 2011-2012 Kourtney and Kim Take New York – als zichzelf
- 2011 One Life to Live – als Kassandra Kavanaugh – 1 afl.
- 2013-heden Kourtney and Kim Take Miami – als zichzelf
- 2014-heden Kourtney and Khloe Take The Hamptons – als zichzelf
- 2020-heden He's All That - als Jessica Miles Torres

- Gemeinsame Normdatei: 1205697829
- International Standard Name Identifier: 0000 0000 9353 7894
- Library of Congress Control Number: n2010058477
- Virtual International Authority File: 137448677
- WorldCat: E39PBJh4ymCT9dD98D6DcbTGpP